# Aziz Akhannouch
Aziz Akhannouch (Tafraout, Marrocos, 1961) é um político, empresário e bilionário marroquino que serve atualmente como primeiro-ministro do Marrocos desde 10 de setembro de 2021. É também o CEO do Akwa Group, conglomerado energético presente em várias regiões do mundo. Serviu como Ministro da Agricultura entre 2007 e 2021. É formado em diplomacia e administração pela Universidade de Sherbrooke.